# Herstmonceux Place

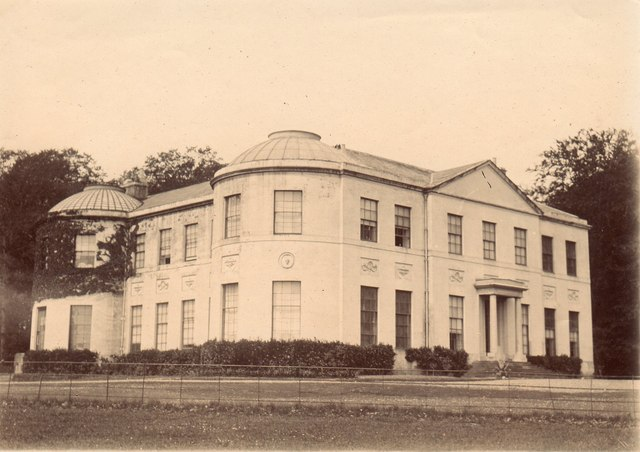
Herstmonceux Place em 1895

Herstmonceux Place é uma casa de campo do século XVIII em Herstmonceux, East Sussex. Foi dividida em apartamentos na década de 1950. A casa fica numa propriedade compartilhada de 148 hectares com o Castelo de Herstmonceux. O Herstmonceux Place é um edifício listado como Grau I.
Os jardins e parques de Herstmonceux Place e o castelo estão listados como Grau II *.